# Nicolas Slonimsky
Nicolas Slonimsky (27 de abril de 1894 - 25 de diciembre de 1995) fue un compositor, director de orquesta, crítico musical, músico y autor ruso-estadounidense.

## Biografía
Nicolas Slonimsky nació en San Petersburgo. Sus padres, de origen judío, se convirtieron a la religión ortodoxa después del nacimiento de su hermano mayor, Alexandre. Son cinco hijos los que alcanzan la edad adulta. Nicolas Slonimsky recibe sus primeras lecciones de piano por parte de su tía materna, Isabelle Vengerova. La revolución de 1917 sorprende a Slonimsky en San Petersburgo. La situación se degrada rápidamente : « A partir del verano de 1918, la ciudad estaba como muerta ». En la tormenta de los últimos meses de la Primera Guerra Mundial y del principio de la guerra civil rusa, el joven músico judío no tiene otra alternativa que huir de Rusia. De hecho, el terror blanco y el terror rojo manifiestan el mismo antisemitismo, alentando pogromos y masacres. Slonimsky se instala en Kiev donde cuida de la familia del pianista y compositor Aleksandr Skriabin, fallecido tres años antes. Funda una « Sociedad Scriabine » junto a otros intelectuales como el escritor y musicólogo Boris de Schlœzer para evitar la expulsión de toda su familia por los bolcheviques. Slonimsky lleva a cabo la búsqueda del pequeño Julian Scriabine de once años que será encontrado ahogado en circunstancias no esclarecidas. Slonimsky toma el camino del exilio pasando por Yalta, Constantinopla y Sofía. Llega a París en 1921 donde trabaja al servicio del jefe de orquesta Serge Koussevitzky durante algún tiempo. Entra en contacto con numerosos compositores rusos exiliados como Stravinsky y Prokófiev pero sus relaciones con Koussevitzky empeoran y decide emigrar a los Estados Unidos en 1923 gracias a Vladimir Rosing que le ofrece un puesto en el seno del departamento de ópera recientemente creado en el Eastman School of Music de Rochester (Nueva York). De esta forma, pudo continuar sus estudios de compositor y de dirección de orquesta. 
En 1958, Slonimsky tomó bajo su supervisión el Baker's Dictionary of Music & Musicians y trabajó como editor principal hasta 1992. También escribió «Music since 1900», un recuento de casi todos los eventos musicales importantes en el siglo XX y Repertorio de Vituperios Musicales («The Lexicon of Musical Invective»), una compilación de reseñas equívocas hilarantes de críticos y compositores desde la época de Beethoven, además de una autobiografía, «Perfect Pitch». Durante 1986, Slonimsky hizo frecuentas visitas los sábados por la tarde para aparecer en el show de Doug Ordunio, que se oía por KFAC-FM, Los Ángeles. Durante uno de sus espectáculos, un personal vino de la estación de televisión pública de Nueva York, WNET, para filmar el programa completo. Porciones de esta sesión fueron incluidas en el segmento "Aging" de las Series de PBS Series "The Mind". Slonimsky poseía un astuto sentido del humor, un trato que exhibiría en sus varias apariciones que hizo en el  The Tonight Show  con Johnny Carson. Murió a los 101 años.
Slonimsky fue un gran defensor de la música contemporánea. Dirigió el estreno mundial de Ionisation para trece percusionistas de Edgard Varèse en 1933, de Three Places in New England de Charles Ives en 1931 y varias otras obras. Uno de sus libros más conocidos es el Thesaurus of Scales and Melodic Patterns (ISBN 0-8256-1449-X), que influyó en muchos músicos y compositores de jazz (entre ellos la leyenda del jazz John Coltrane y el Virtuoso de la guitarra conocido actualmente como Buckethead). El gran compositor estadounidense John Adams le dedicó una de sus piezas más conocidas, su Slonimsky´s Earbox, obra compuesta en 1996 y basada en Le chant du rossignol de Ígor Stravinski.

### Artículo relacionado
- Repertorio de Vituperios Musicales